# Neume

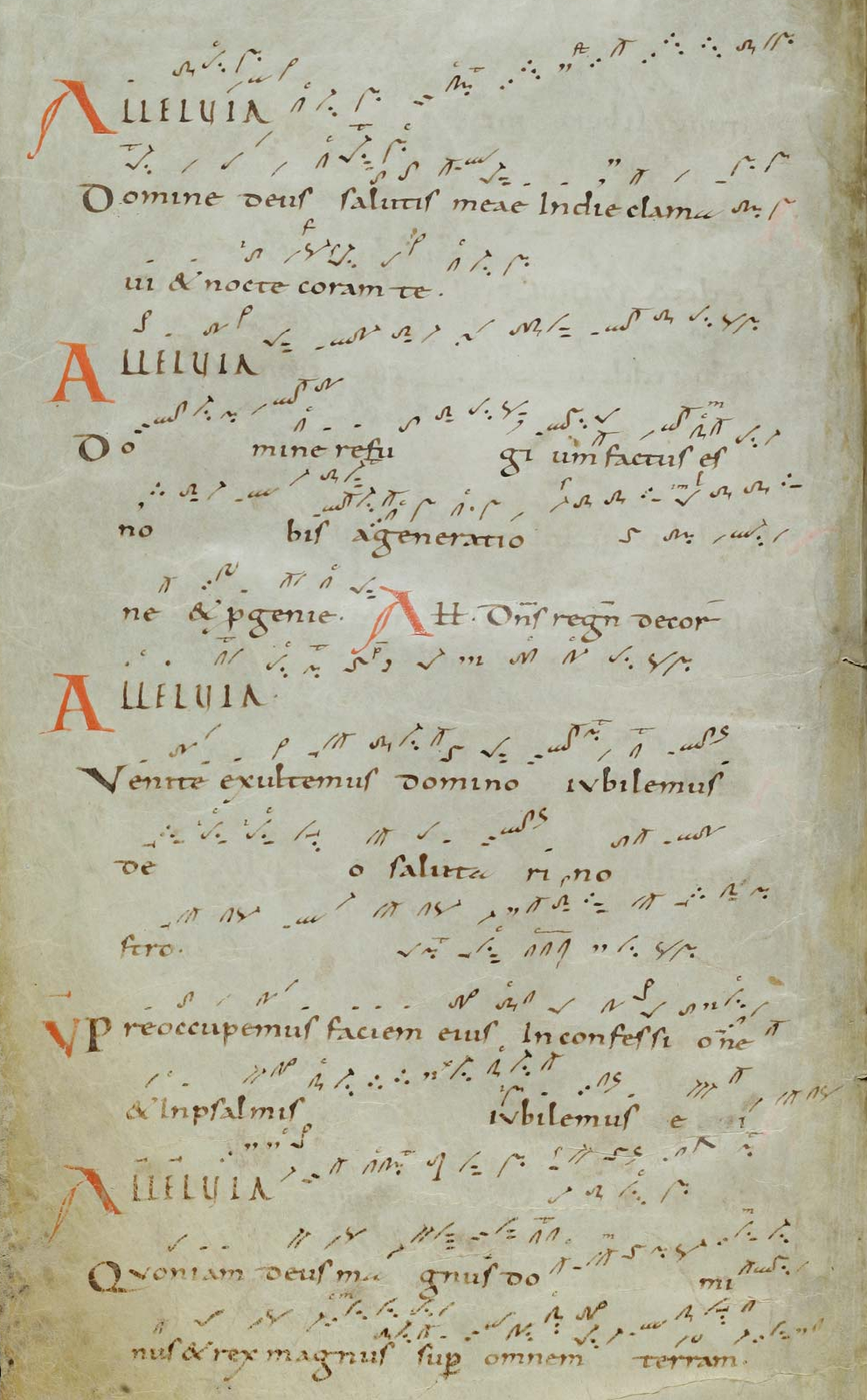
St. Galler Neumen, geschrieben zwischen 922 und 926 n. Chr.

Neumen (griechisch νεῦμα neuma, deutsch ‚Wink‘) werden graphische Zeichen, Figuren und Symbole genannt, die seit dem 9. Jahrhundert zur Notation der melodischen Gestalt und der gewünschten Interpretation des Gregorianischen Gesangs verwendet werden. Gelegentlich dienen sie auch für das Aufschreiben weltlicher und religiöser Melodien außerhalb der Liturgie. Meist stehen sie über dem Text.
Ferner wurden bereits im frühen Mittelalter kurze melodische Einheiten, Melodieformeln oder melismatische Melodieteile über einzelnen Vokalen – wie beispielsweise der Jubilus, der auf dem letzten Vokal des Alleluias gesungen wird – als Neumen bezeichnet. In diesem Fall wurde der Begriff Neume von Pneuma (gr. πνεῦμα pneuma ‚Geist‘, ‚Hauch‘, ‚Luft‘) abgeleitet.

## Herkunft des Begriffes
Die Herleitung des Begriffes Neume aus den Praktiken der sogenannten Cheironomie ist in der heutigen Musikwissenschaft umstritten. Dass mit den Neumen tatsächlich Finger- und Handbewegungen („Winke“) des Cantors abgebildet werden sollten oder stilisiert wurden, kann aus alten Quellen nicht geschlossen werden. Es ist zudem keinesfalls erwiesen, dass sich die Cantores in karolingischer Zeit der Cheironomie bedienten. Dennoch werden zumindest die St. Galler Neumen in einer Verbindung mit der Cheironomie gesehen. Strittig ist allerdings, ob die betroffenen Neumen Dirigierbewegungen nachzeichnen sollten oder ob es vielmehr umgekehrt war und der Cantor die Neumen in seinen Dirigierbewegungen nachzeichnete. Eine Elfenbeintafel aus Lothringen, die vermutlich im 10. Jahrhundert entstanden ist, zeigt gestische Handbewegungen aller Mitglieder einer Schola.
Die Verwendung des Wortes Neume im Sinn von musikalischen Schriftzeichen gibt es erst seit dem 11. Jahrhundert. Im älteren Schrifttum finden sich stattdessen Begriffe wie nota, figura notarum oder forma notarum. Dieser allgemeinere Begriff schließt auch andere frühe Formen der Notation wie die Dasia- oder die Buchstabennotation mit ein. Bezeugt wird der Übergang von nota zu neuma in einem anonymen, meist ins späte 11. Jahrhundert datierten Essay:

De accentibus toni oritur nota quae dicitur neuma.

„Aus den Akzenten des Tones entsteht die nota, die neuma genannt wird“

Allgemein üblich wurde die Bezeichnung Neume erst im 19. und 20. Jahrhundert im Gefolge der wissenschaftlichen Untersuchungen des Gregorianischen Chorals und dessen Notierung.

## Ursprung der Neumen/Notas
Über Ursprung und Entstehung der Neumen/Notas gibt es unterschiedliche Theorien, von denen keine als zweifelsfrei gesichert gelten kann. Die in ihnen behandelten wichtigsten möglichen Vorbilder für gregorianische Neumen werden im Folgenden kurz genannt.
- Die „Winke“ der Cheironomie werden heute nicht mehr widerspruchslos als Ausgangspunkt für die Neumen gesehen. Auf keinen Fall kann aus der Etymologie des erst spät auf die Notenzeichen angewandten Begriffes Neume – wie oben dargestellt – auf den Ursprung der Zeichen geschlossen werden.[5][10]
- Ein direkter Zusammenhang mit griechisch-syrischen, syrisch-soghdischen, griechisch-koptischen und lateinischen Punktzeichen sowie mit byzantinischen[11] und hebräischen[12] ekphonetischen Zeichen wie den Teamim wird widersprüchlich diskutiert.[13][14][15]
- Prosodische Zeichen und Akzente wie Akutus und Gravis ähneln einigen Neumen sehr. Dennoch bleibt auch ihre Vorbildfunktion umstritten.[16][17][15]
- In den Blickpunkt gerückt sind möglicherweise von den Goten vermittelte Vorbilder aus Südgallien und Spanien und deren Adaption in den Skriptorien des karolingischen Bereiches.[18]

Es wird aber auch vertreten, dass die gregorianischen Neumen/Notas ohne direkte Vorbilder in karolingischer Zeit aus den damals herrschenden Bedürfnissen heraus neu entstanden seien.
In den frühen musiktheoretischen Schriften Musica Albini und Musica Disciplina wird nicht nur der einzelne Ton als kleinster Teil der Musiklehre definiert, sondern auch die Parallele zu dem Buchstaben als dem kleinsten Teil der Sprachlehre und dem Einheitsmaß (gemeint ist die Zahl Eins) als dem kleinsten Teil der Arithmetik betont. Das deutet in Analogie zu diesen analytischen sprachlichen und mathematischen Disziplinen auf eine Detailbetrachtung, rationale Betrachtung und Kategorisierung der Melodien, wie sie bereits kurz vor 800 im Tonar von St. Requier/Centula nachweisbar ist.
In der nordamerikanischen Musikwissenschaft werden in neuerer Zeit verschiedene Theorien über die Frage diskutiert, welche Impulsgebungen zur Entstehung der Neumenschrift bedeutsam gewesen sein könnten. Zweifellos spielte das Bemühen der Karolinger um die Vereinheitlichung der Liturgie und der Schrift in diesem Zusammenhang eine große Rolle. Die von Ademar de Chabannes verfasste Chronik aus dem Jahr 1028 berichtet über das besondere Engagement der karolingischen Kantoren, die die notam romanam gelernt hätten, die allerdings inzwischen notam fransciscam hießen. Bereits Kenneth Levy deutete die in der Admonitio generalis Karls des Großen (789) genannten notas übereinstimmend mit dieser Begriffsverwendung und der von Aurelian von Réome als musikalische Notation und ordnete sie der „prähistorischen“ Phase der Verschriftlichung des Gregorianischen Gesangs zu. Auch Leo Treitler datierte den Beginn der notas, die erst später neumen genannt wurden, aufgrund zahlreicher Indizien ins späte 8. oder frühe 9. Jahrhundert. Der ursprüngliche, schon von Karl dem Großen im Jahre 789 verwendete Terminus für die Notation des gregorianischen Gesangs war offensichtlich nota und wurde erst später durch den Ausdruck neuma ersetzt.

## Älteste Neumen und Neumenfamilien
Die ältesten überlieferten Quellen zu Neumeneintragungen stammen aus dem 9. Jahrhundert. Sie werden deutschen, französischen, nordspanischen und paläofränkischen Neumenfamilien zugeordnet. Diese ältesten uns vorliegenden Neumen sind nicht auf das Repertoire des Gregorianischen Gesangs beschränkt, sondern begleiten oft auch außerliturgische religiöse und weltliche Texte wie beispielsweise solche von Boethius und Martianus Capella.
Die drei ältesten der erhalten gebliebenen liturgischen Sammlungen neumierten Gregorianischen Gesangs stammen aus dem frühen 10. Jahrhundert. Sie wurden in St. Gallen (Codex Sangallensis 359), in Laon (Codex Laon 239) und in der Bretagne (Codex Chartres 47) aufgeschrieben. Die darin enthaltenen Neumen – sie werden heute St. Galler Neumen, lothringische Neumen und bretonische Neumen genannt – haben zwar Gemeinsamkeiten, unterschieden sich jedoch in wesentlichen Merkmalen und wahrscheinlich in ihrer Zielrichtung auf die Festlegung der Melodiegestalt und des Ausdrucks der textgebundenen Melodien sowie auf die Praxis des Singens, Lernens und Memorierens. Das Erlernen der Stücke geschah allerdings trotz Notation zunächst weiterhin viva voce durch Vor- und Nachsingen. Die Neumen konnten dabei zur Kontrolle herangezogen werden, wie es der Bericht des St. Galler Geschichtsschreibers Ekkehard IV. über das sagenhafte Antiphonar des Romanus nahelegt, das im 8. Jahrhundert direkt aus Rom nach St. Gallen gelangt sei.
Die genannten drei Neumenfamilien zeigen bereits die beiden praktischen Hauptanliegen der Neumierung der römisch-katholischen Liturgie, nämlich das Auf und Ab der melodischen Linie zu erfassen und den textbezogenen Ausdruck sicherzustellen. Die St. Galler Neumenschrift gilt als perfekt in Bezug auf den intendierten Ausdruck. Sie ist am besten erforscht. Vor allem mit ihrer Entschlüsselung und Interpretation beschäftigt sich die Gregorianische Semiologie.

## Skriptorien als lokale Zentren der Verbreitung
Die schriftliche Erfassung und Weitergabe des Gregorianischen Gesangs geschah von Skriptorien aus, die häufig eigene Neumen zum Erfassen der Melodien entwickelten. Über 100 europäische Orte sind bekannt. Einige davon gaben den bei ihnen und in ihrem Umkreis gepflegten Neumenfamilien ihren Namen, so beispielsweise St. Gallen, Benevent und Bologna. Für manche Neumenfamilien wurden nicht die Namen einzelner Skriptorien, sondern der sie umgebenden Landschaften gewählt wie zum Beispiel bei den aquitanischen, lothringischen und bretonischen Neumen.

## Gemeinsamkeiten und Unterschiede in der Gestaltung der Neumen

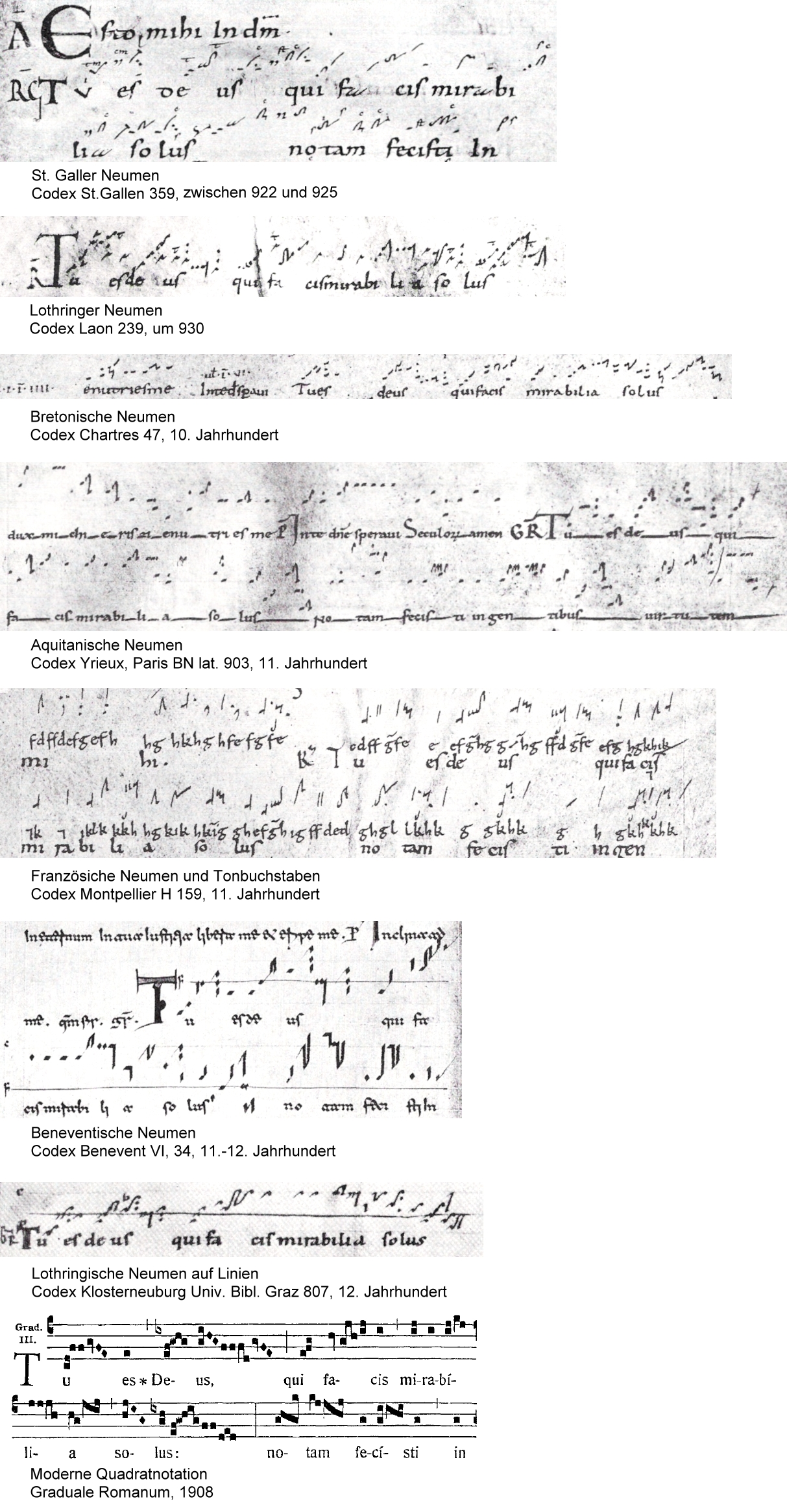
Synopse von Notationen des Graduales Tu es Deus

In der Musikwissenschaft werden die Neumen je nach Blickwinkel unter verschiedenen Gesichtspunkten klassifiziert. Dabei kommt es häufig vor, dass eine Neumenfamilie in mehrere dieser Gruppen eingeordnet wird.

### Adiastematische und diastematische Neumen
Die grobe Einteilung in diastematische (Tonhöhen anzeigende) und adiastematische (Tonhöhen nicht anzeigende) Neumen erfasst deren Wirklichkeit nur unzulänglich. In den meisten Neumenfamilien und Neumendialekten werden nämlich sowohl Tonhöhen als auch Ausdruckswerte sowie rhythmische und dynamische Unterschiede dargestellt. Dennoch haben sich die beiden Begriffe allgemein als wichtige Unterscheidung von Neumen durchgesetzt.
Zu den adiastematischen Neumen zählt man die der ältesten Neumenfamilien. Sie vermitteln die Melodie zunächst ohne genaue Intervallangabe. Nur die Richtung der Melodiebewegung innerhalb einer Neume wird ausgedrückt. Dagegen werden Rhythmus und Artikulation oft recht präzise angegeben. Dazu dienen vor allem kleine Buchstaben (Litterae significativae), die beispielsweise genauere Hinweise auf Dynamik, Tempo und auch auf die Melodierichtung geben. Zu den bedeutendsten Sammlungen liturgischer Texte mit Neumen dieses Typs zählen beispielsweise der St. Galler Codex Sangallensis 359 und der in lothringischen Neumen geschriebene Codex Laon 239. (Siehe Abbildungen in der Synopsis rechts)
Die diastematischen Neumen machen die Melodiebewegung intervallisch sichtbar. Interpretatorische Fragen sind aus der Notation meist weniger oder gar nicht zu klären. Tempo und Rhythmus sind textabhängig und wurden ebenso wie die absolute Tonhöhe nicht explizit notiert. Zu diesem Typ zählen alle Notationen, die sich an ohne Farbe eingeritzten (a punta secca) oder schwarz bzw. farbig durchgezogenen Linien orientieren. (Siehe Abbildungen in der Synopsis rechts)
Guido von Arezzo († 1050) setzte Neumenzeichen auf vier Linien im Terzabstand. Die F-Linie war zunächst rot, die c-Linie gelb (manchmal grün) gefärbt. Er schuf damit die Grundlage für die Hufnagelnotation (auch Hufnagelschrift genannt) und die mittelalterliche Quadratnotation, die ähnlich auch in neuzeitlichen Ausgaben, wie zum Beispiel im Graduale Romanum, benutzt wird. (Siehe Abbildungen in der Synopsis rechts)
Im Graduale Triplex von 1979 wurde die diastematische Quadratnotation durch adiastematische Neumen aus alten Handschriften ergänzt, wodurch sowohl die Tonhöhen, als auch die Feinheiten von Dynamik, Tempo und Ausdruck gleichzeitig erfasst werden.

### Akzent- oder Linienneumen und Punktneumen
Bei den Akzent- oder Linienneumen geschieht die Darstellung der Melodie weitgehend durch spezielle, meist kursiv geneigte Kurvenzüge (Ligaturen). Jede derartige Ligatur ist einer charakteristischen kurzen Tonfolge zugeordnet. Besonders ausgereift zeigt sich diese Praxis in den St. Galler Neumen. (Siehe Abbildungen in der Synopsis rechts)
Bei den Punktneumen dagegen geschieht die Darstellung des Melodieverlaufs durch punktförmige Zeichen für Einzeltöne, so zum Beispiel bei den aquitanische Neumen, den bretonischen Neumen und den lothringischen Neumen. (Siehe Abbildungen in der Synopsis rechts)
Die meisten regionalen Neumenfamilien vereinen Punkt- und Akzentneumen.

### Adiastematische Neumen mit Buchstabennotation

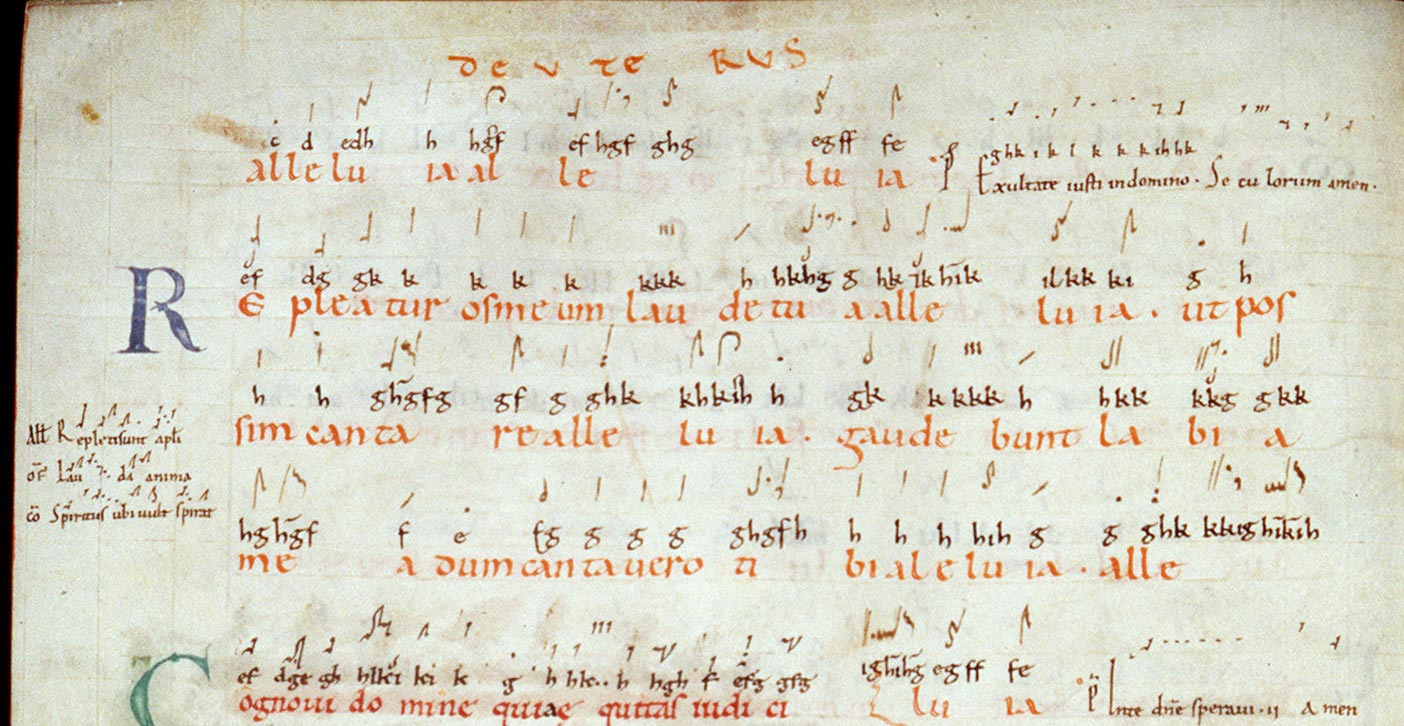
fol. 25v des Tonars aus Saint-Bénigne de Dijon (BIU Montpellier, MS H 159)

Eine Sonderstellung nimmt der Codex H. 159 von Montpellier aus dem 11. Jahrhundert ein, da er zu Lehrzwecken adiastematische Neumen mit einer Buchstabennotation verknüpft.
Mithilfe dieser Handschrift wurde es den Benediktinern aus der Abtei Sankt Peter in Solesmes in Frankreich möglich, den Gregorianischen Gesang in Bezug auf die relativen Tonhöhen des Melodieverlaufs ziemlich genau und zuverlässig zu restituieren. Diese Erkenntnisse führten 1883 zur Entstehung des Liber Gradualis, der von Dom Joseph Pothier herausgegeben wurde.

## Neumenbezeichnungen und -namen

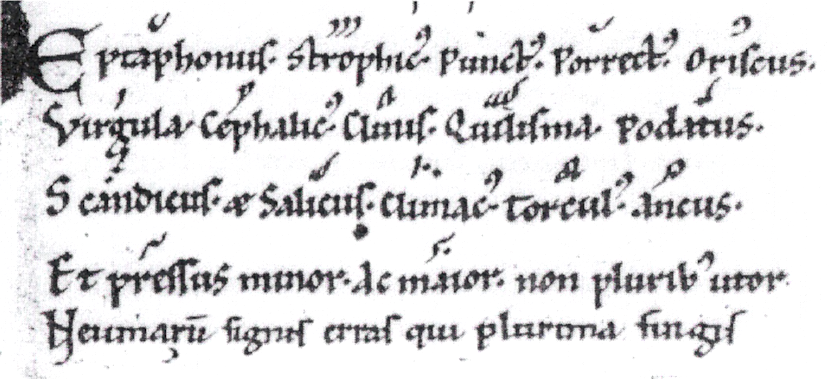
Eine der ältesten Fassungen der Tabula brevis, einer in Hexametern verfassten Neumentabelle, 12. Jahrhundert

Es wird zwischen Einzeltonneumen, Gruppenneumen und Mehrgruppenneumen unterschieden. Alle Einzeltonneumen und nahezu alle Doppeltonneumen und Dreifachtonneumen besitzen eigene Namen. Längere Gruppenneumen und Mehrgruppenneumen werden umschrieben.
Die früheste Erwähnung von Neumennamen findet sich um 1100 bei Johannes Cotto. Erste zu Lehrzwecken erstellte Listen mit Namen von Neumen stammen aus der zweiten Hälfte des 12. Jahrhunderts. Weitere folgten bis ins 15. Jahrhundert hinein. Einige der heute geläufigen Neumennamen wurden aber erst im 19. und 20. Jahrhundert geprägt.

### Grundneumen
Die Namen der Grundneumen wurden meist so gewählt, dass sie die Gestalt der Neumen beschreiben.
In der folgenden Tabelle wurde für jede Grundneume jeweils eine von mehreren Schreibweisen der St. Galler Neumen genommen. Die Namen in dieser Tabelle stammen aus den ältesten Neumenlisten. Nicht aufgenommen in die Darstellung wurde der häufig vorkommende, aber erst später benannte Tractulus. Das Punctum – manchmal auch Punctus genannt – kommt dagegen in allen alten Tabellen vor. In St. Gallen wurde es sehr selten als Einzeltonneume, dagegen oft in Gruppenneumen wie dem Climacus und dem Scandicus verwendet.
Durch das Hinzufügen von Attributen können alternative Schreibweisen oder Varianten benannt werden wie beispielsweise bei Porrectus flexus, und Torculus resupinus.

### Verzierungsneumen
Als Verzierungsneumen werden Neumen bezeichnet, die spezielle Gesangspraktiken oder Melodieformeln erfassen. Dazu gezählt werden Bi- und Tristropha, Bi- und Trivirga, Trigon, Oriscus, Virga strata, Pressus major, Pressus minor, Pes stratus, Pes quassus, Salicus und Quilisma.
Die Ausführung des Quilismas ist ungewiss. Häufig kommt es in Verbindung mit Pes oder Virga vor, wie beispielsweise im Cantatorium von St. Gallen (Ausschnitt aus der Abbildung rechts oben): 
Die anlautende Wellenform soll wahrscheinlich ein Glissando oder eine Art Tremolo bezeichnen. Es ist offenbar identisch mit der in alten Quellen tremula genannten Gesangspraxis. Aribo schrieb in De musica (zwischen 1069 und 1078): “Tremula est neuma quam gradatam vel quilisma dicimus […]” (deutsch: „Tremula ist die neuma, die wir abgestuft oder Quilisma nennen […]“).

### Liqueszierende Neumen
Die Liqueszenz wird bei bestimmten Buchstabenfolgen des zu singenden Textes verwendet. Sie soll sicherstellen, dass der Melodiefluss bei aufeinanderfolgenden Konsonanten oder Diphthongen nicht unterbrochen wird und dennoch der Text klar artikuliert wird. In den Neumenhandschriften wird die Strichführung am Ende der betroffenen Gruppenneumen in der Regel verkürzt oder gekrümmt dargestellt. Dazu gehören Cephalicus, Epiphonus und Ancus.

### Zusatzzeichen und Neumentrennung
Das Episem zeigt eine Dehnung des bezeichneten Tones an.
Die Litterae significativae, auch „Romanusbuchstaben“ genannt, sind Zusatzbuchstaben für die Interpretation der Neumen. Notker Balbulus († 912) hat sie in einem Lehrbrief erstmals festgehalten und erläutert. Sie beziehen sich meist auf Dynamik, Tempo, Stimmklang und Melodierichtung. Die St. Galler Beispiele in der Abbildung rechts oben und in der Synopse enthalten einige häufig verwendete Romanusbuchstaben, nämlich t für tenere ‚halten‘, m für mediocriter ‚ein wenig‘, ‚mäßig‘, c für celeriter ‚schnell‘, ‚rasch‘ und s für sursum ‚hinauf‘.
Neben dem Episem und manchen Litterae significativae kann auch die Neumentrennung für rhythmische Differenzierungen sorgen. Dabei wird eine eigentlich zu erwartende mehrtönige Neume so in kleinere Neumen aufgeteilt, dass sich dadurch eine durch diese Neume nicht erfasste rhythmische Komponente aufschreiben lässt. Ein dreitöniger Torculus beispielsweise wird durch dieses Verfahren in eine eintönige Virga – oft noch mit einem Episem versehen – und eine zweitönige Clivis getrennt, was eine Dehnung des ersten Tones anzeigt.

## Neumen in mehrstimmiger Musik

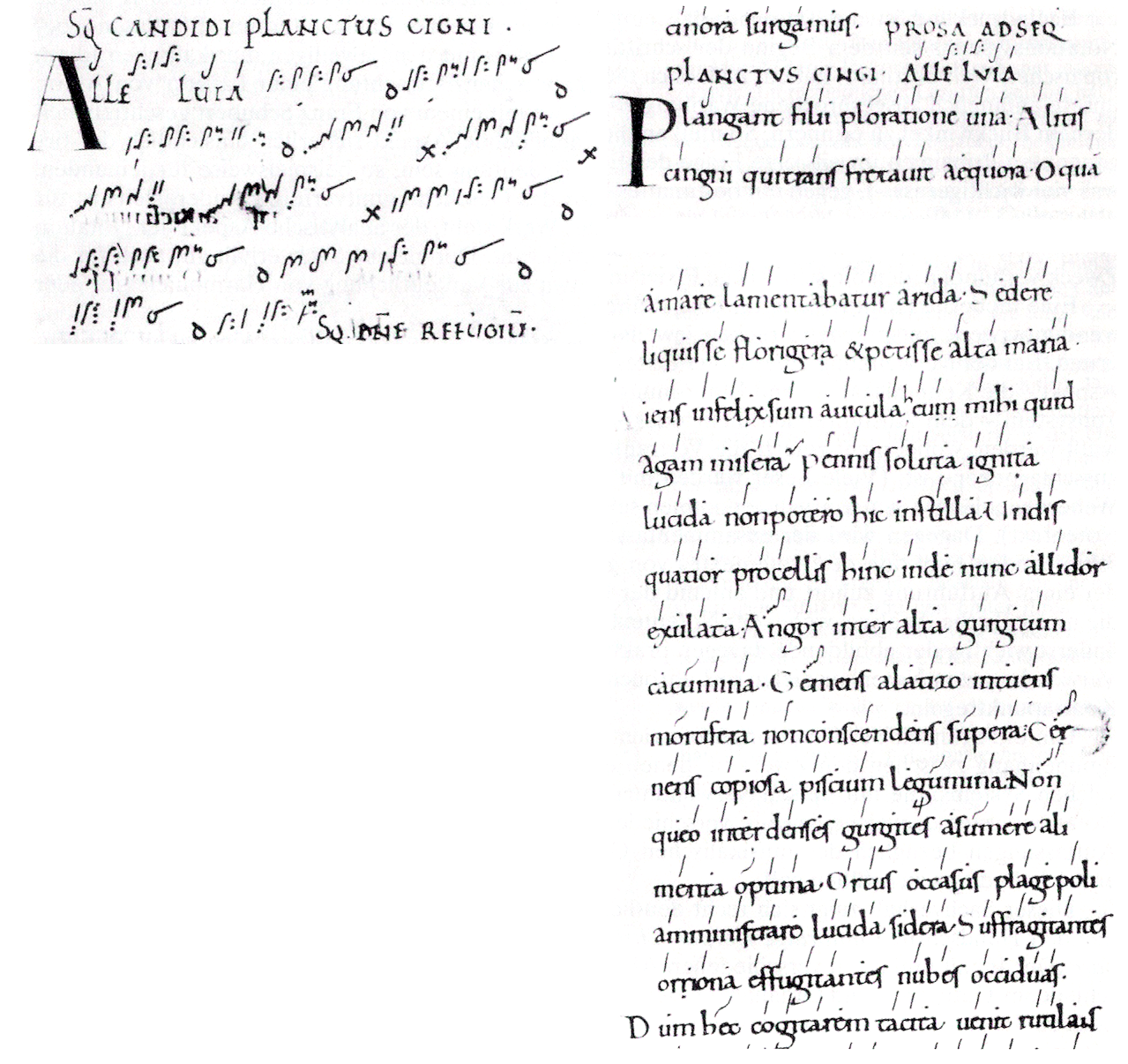
Sequenzmelodien Planctus Cigni, zweistimmiges Organum mit Organalstimme (links) und Cantus (rechts) aus dem Winchester-Tropar um 1050

In der Abtei Winchester entstand um 1050 ein Tropar-Sequenziar (Winchester-Tropar) nach einer um 980 geschriebenen Vorlage. Es enthält zweistimmige Organa, die mit adiastematischen Neumen notiert wurden. Die textlosen Organalstimmen und die textierten Cantus-Stimmen wurden getrennt aufgeschrieben. Nicht für jede Organalstimme findet sich eine Cantus-Stimme.
Bei der vermutlich aus dem nichtkirchlichen Bereich stammenden Sequenz Planctus Cigni ‚Schwanenklage‘ sind beide Stimmen vorhanden. Der Schreiber trug in die Organalstimme die gliedernden Buchstaben d und x zur Orientierung für den Sänger ein. Dieses Organum konnte nur dann zweistimmig gesungen werden, wenn den Sängern beide Stimmen bereits bekannt waren. Eine Rekonstruktion des Organums kann daher heute nicht mehr gelingen.
Die adiastematischen Neumen gerieten bei mehrstimmigen Kompositionen an die Grenze ihrer Praktikabilität. Der Schritt hin zu diastematischen Notationen und weiter zu linierter Modalnotation, die neben der Tonhöhe auch die Tondauer erfasste, war naheliegend.